# Matthias Jaissle
Matthias Jaissle (Nürtingen, 5 aprile 1988) è un allenatore di calcio ed ex calciatore tedesco, di ruolo difensore, tecnico dell'Al-Ahli.

## Carriera

### Club

#### Giocatore
Dopo le giovanili nello Stoccarda, tutta la carriera di giocatore si svolge nell'Hoffenheim, dalla seconda alla prima squadra. Nella stagione 2007-2008 ha conquistato la promozione dalla 2. Bundesliga alla 1. Bundesliga, dove ha esordito l'anno successivo.
In nazionale tedesca vanta una presenza nella selezione Under-21.

#### Allenatore
Terminata la carriera di calciatore, nel 2015 entra nello staff tecnico del Salisburgo come allenatore della formazione Under-17. Dopo due anni accetta il ruolo di vice di Alexander Zorniger, ai tempi manager del Brøndby. Nel 2019 torna in Austria per allenare prima il Salisburgo Under-18 e poi, nel gennaio 2021, il Liefering, club militante in seconda divisione.
Dopo soli sei mesi, a causa del passaggio di Jesse Marsch al RB Lipsia, viene nominato tecnico della prima squadra del Salisburgo a soli 33 anni. Nel suo primo anno alla guida dei biancorossi conquista il double campionato-coppa nazionale. 
Nel luglio 2023 firma per gli arabi dell’Al-Ahli Sports Club, club che porterà al termine della stagione 2024-25 alla prima storica vittoria in AFC Champions League Elite, massima competizione del calcio asiatico, vincendo per 2-0 contro la compagine giapponese del Kawasaki Frontale.  

## Statistiche

### Statistiche da allenatore
Statistiche aggiornate al 26 maggio 2025. In grassetto le competizioni vinte.
| Stagione          | Squadra           | Campionato        | Campionato | Campionato | Campionato | Campionato | Coppe nazionali | Coppe nazionali | Coppe nazionali | Coppe nazionali | Coppe nazionali | Coppe continentali | Coppe continentali | Coppe continentali | Coppe continentali | Coppe continentali | Altre coppe | Altre coppe | Altre coppe | Altre coppe | Altre coppe | Totale | Totale | Totale | Totale | % Vittorie | Piazzamento |
| Stagione          | Squadra           | Comp              | G          | V          | N          | P          | Comp            | G               | V               | N               | P               | Comp               | G                  | V                  | N                  | P                  | Comp        | G           | V           | N           | P           | G      | V      | N      | P      | %          | Piazzamento |
| ----------------- | ----------------- | ----------------- | ---------- | ---------- | ---------- | ---------- | --------------- | --------------- | --------------- | --------------- | --------------- | ------------------ | ------------------ | ------------------ | ------------------ | ------------------ | ----------- | ----------- | ----------- | ----------- | ----------- | ------ | ------ | ------ | ------ | ---------- | ----------- |
| gen.-giu. 2021    | Liefering         | 2.L               | 17         | 11         | 3          | 3          | -               | -               | -               | -               | -               | -                  | -                  | -                  | -                  | -                  | -           | -           | -           | -           | -           | 17     | 11     | 3      | 3      | 64,71      | Sub. 2º     |
| 2021-2022         | Salisburgo        | BL                | 32         | 25         | 5          | 2          | CA              | 6               | 5               | 1               | 0               | UCL                | 10                 | 5                  | 2                  | 3                  | -           | -           | -           | -           | -           | 48     | 35     | 8      | 5      | 72,92      | 1º          |
| 2022-2023         | Salisburgo        | BL                | 32         | 23         | 8          | 1          | CA              | 4               | 3               | 1               | 0               | UCL+UEL            | 6+2                | 1+1                | 3+0                | 2+1                | -           | -           | -           | -           |             | 44     | 28     | 12     | 4      | 63,64      | 1º          |
| Totale Salisburgo | Totale Salisburgo | Totale Salisburgo | 64         | 48         | 13         | 3          |                 | 10              | 8               | 2               | 0               |                    | 18                 | 7                  | 5                  | 6                  |             | -           | -           | -           | -           | 92     | 63     | 20     | 9      | 68,48      |             |
| 2023-2024         | Al-Ahli           | SPL               | 34         | 19         | 8          | 7          | KC              | 2               | 1               | 0               | 1               | -                  | -                  | -                  | -                  | -                  | -           | -           | -           | -           | -           | 36     | 20     | 8      | 8      | 55,56      | 3º          |
| 2024-2025         | Al-Ahli           | SPL               | 34         | 21         | 4          | 9          | KC              | 1               | 0               | 0               | 1               | ACL                | 13                 | 12                 | 1                  | 0                  | SS          | 1           | 0           | 1           | 0           | 49     | 33     | 6      | 10     | 67,35      | 5º          |
| Totale Al-Ahli    | Totale Al-Ahli    | Totale Al-Ahli    | 68         | 40         | 12         | 16         |                 | 3               | 1               | 0               | 2               |                    | 13                 | 12                 | 1                  | 0                  |             | 1           | 0           | 1           | 0           | 85     | 53     | 14     | 18     | 62,35      |             |
| Totale carriera   | Totale carriera   | Totale carriera   | 149        | 99         | 28         | 22         |                 | 13              | 9               | 2               | 2               |                    | 31                 | 19                 | 6                  | 6                  |             | 1           | 0           | 1           | 0           | 194    | 127    | 37     | 30     | 65,46      |             |

## Palmarès

### Allenatore

#### Competizioni nazionali
- Campionato austriaco: 2

Salisburgo: 2021-2022, 2022-2023
- Coppa d'Austria: 1

Salisburgo: 2021-2022

#### Competizioni internazionali
- AFC Champions League Elite: 1

Al-Ahli: 2024-2025